# ル・モンド
ル・モンド(仏：Le Monde）は、フランスの新聞（夕刊紙）。紙名はフランス語で「世界」を意味する。判型はベルリナー判。発行部数は約29万2054部（2015年）。

## 概要
前身は『Le Temps（時代報）』。ユベール・ブーヴ＝メリーが1944年12月19日に、当時のシャルル・ド・ゴール将軍の助力で創刊した。その報道姿勢は世界的に高く評価されている。1995年12月19日に電子版の発行を開始した。
ルモンドの編集方針は中道左派とよく言われたが、今では穏健派とするのが一般的。一部の評論家からは、例えばジャック・シラクに対して批判的な傾向があったといわれている。月刊誌の『ル・モンド・ディプロマティーク』は『ル・モンド』が51％の経営権を持つ。
2004年には無料新聞などの台頭などにより部数が前年比4.2％減の約34万部となり、赤字が約320万ユーロ（レート1ユーロ＝160円換算で約51億円）まで拡大。経営不振が深刻になったため、外部資本による増資受け入れを決定した。これによりフランスのヨーロッパ最大の航空軍需メーカーEADSの大株主ラガルデールが増資と株の購入などで15%の株式を所有、またスペインのプリザ、イタリアのスタンパなども増資に応じ株式を所有している。
2007年にはテレビ局などを保有するボロレグループと共同で、無料紙『マタンプリュス』の発行を開始。当紙は200名新聞記者をもち、世界に十数都市に派遣記者が駐在しているという。
2010年6月4日付の紙面にて、編集長のエリック・フォットリーノが株式の過半数を売却すると発表した。
2017年、『ル・モンド』のファクトチェック部門がポインター研究所の国際ファクトチェックネットワークのメンバーに認定された。
2023年、気候変動対策の一環で、ルモンドは化石燃料の広告を禁止した。

## ソ連のための対外宣伝と情報工作
ミトロヒン文書によると『ル・モンド』はKGBコードネーム「VESTNIK」(英語で「メッセンジャー」の意）として、一般大衆に気づかれないように反米派および旧ソビエトに有利な偽情報をフランスのメディアに広めるためのKGBの重要な情報操作メディアだった。ミトロヒンの持ち出した文書には、2人の著名な『ル・モンド』ジャーナリストとその情報操作に協力していた寄稿者らの名前が掲載されていた。フランスにおけるロシア（en:France–Russia relations）と積極的政策（en:active measure）に関する記事も参照。

## 歴代編集長
- ユベール・ブーヴ＝メリー (1944年-1969年)
- ジャック・フォーヴェ (1969年-1981年)
- クロード・ジュリアン (1981年-1982年)
- アンドレ・ローラン (1982年-1985年)
- アンドレ・フォンテーヌ (1985年-1991年)
- ジャック・レズルヌ (1991年-1994年)
- ジャン＝マリー・コロンバーニ (1994年-2007年)
- ピエール・ジャンテ (2007年-2008年)
- エリック・フォットリーノ (2008年-2010年)
- ルイ・ドレフュス (2010年-2013年)
- ナタリー・ヌゲレド (2013年-2014年)
- ジル・ヴァン・コート (2014年-2015年)
- ジェローム・フェノーリョ (2015年-)